# Bagan Kota
Bagan Kota is een bestuurslaag in het regentschap Rokan Hilir van de provincie Riau, Indonesië. Bagan Kota telt 4481 inwoners (volkstelling 2010).